# Lučany nad Nisou
Lučany nad Nisou (en allemand : Wiesenthal an der Neiße) est une ville du district de Jablonec nad Nisou, dans la région de Liberec, en Tchéquie. Sa population s'élevait à 1 904 habitants en 2021.

## Géographie
Lučany nad Nisou est arrosée par la rivière Lužická Nisa ou Neisse (en allemand), et se trouve à 5 km au nord-est de Jablonec nad Nisou, à 13 km à l'est-sud-est de Liberec et à 93 km au nord-est de Prague.
La commune est limitée par Josefův Důl au nord, par Jiřetín pod Bukovou et Smržovka à l'est, par Nová Ves nad Nisou au sud, et par Jablonec nad Nisou et Janov nad Nisou à l'ouest.

## Histoire
La première mention écrite de la localité date de 1623.

## Administration
La commune se compose de trois quartiers :
- Lučany nad Nisou
- Horní Maxov
- Jindřichov

## Patrimoine
La ville possède deux tours d'observations historiques : la Bramberk et la Slovanka.

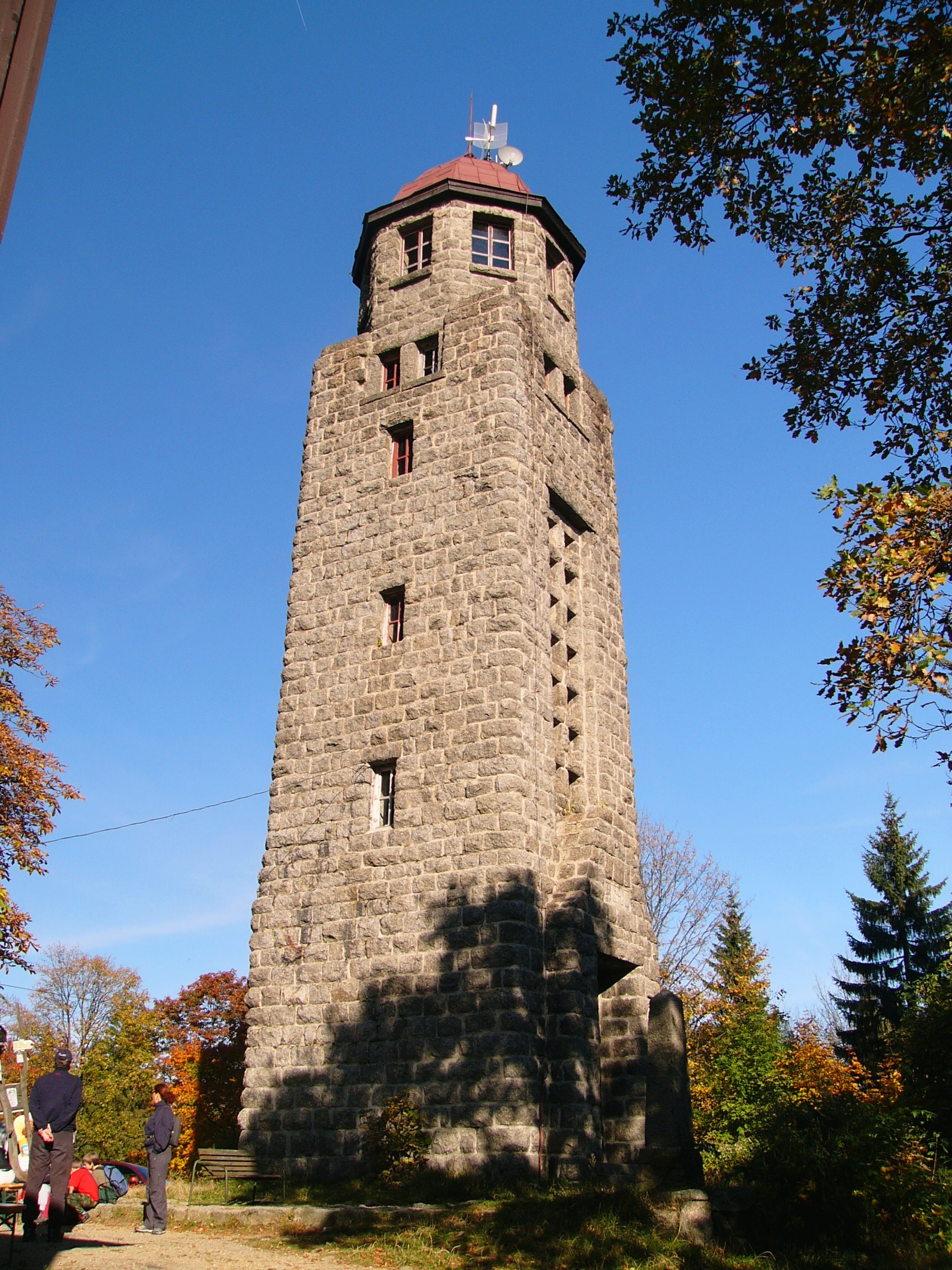
Tour Bramberk.
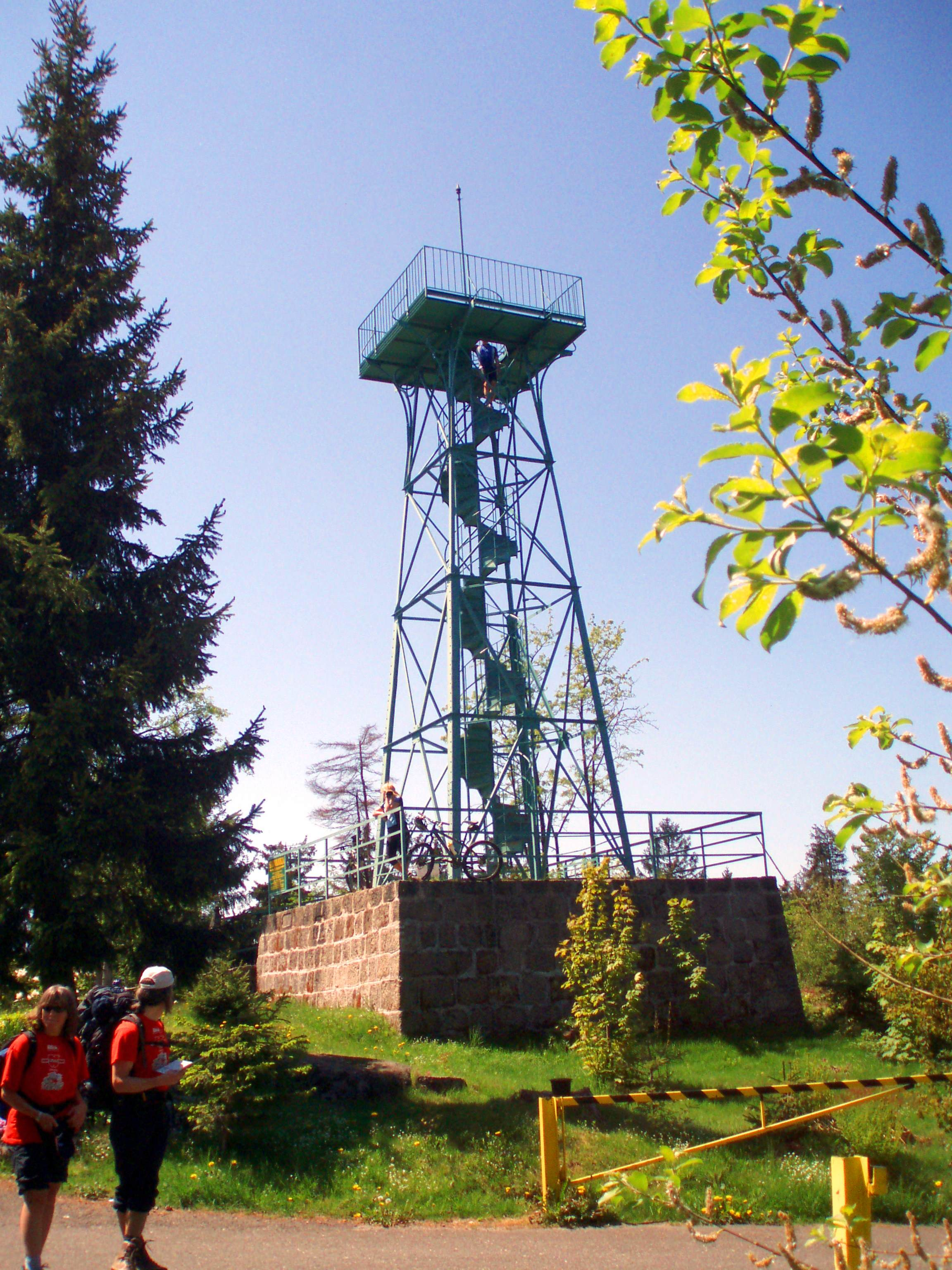
Tour Slovanka.

## Transports
Par la route, Lučany nad Nisou se trouve à 5 km de Jablonec nad Nisou, à 8 km de Tanvald, à 15 km de Liberec et à 113 km de Prague.